# ماري لو ريتون
ماري لو ريتون (Mary Lou Retton) (ولد في 24 يناير،1968) هي لاعبة جمباز أمريكية، حاصلة على ميداليات ذهبية في الأوليمبياد. وكانت ماري ريتون هي أول لاعبة جمباز من خارج أوروبا الشرقية.تحصل على اللقب الأوليمبي.

## حياتها الشخصية
ولدت ماري ريتون في فيرمونت، فيرجينيا الغربية، من أصل إيطالي (اسم عائلتها الأصلي هو "روتوندا Rotunda") وكان والدها، روني، يدير مشروعًا لنقل معدات صناعة الفحم الحجري. التحقت ريتون بمدرسة فيرمونت الثانوية، ولكنها لم تتخرج. حيث شاركت في المنافسة في دورة الألعاب الأوليمبية وهي في السنة الثانية.
عاشت ريتون في هيوستن، تكساس حتى عام 2009، عندما عادت عائلتها إلى فيرجينيا الغربية، ثم عادت مرة أخرى إلى هيوستن ريتون متزوجة من شانون كيلي (Shannon Kelley)، وهو من هيوستن أيضًا، وكان في السابق يعمل في مجال مطور عقاري، ولكنه الآن يعمل في جامعة هيوستن المعمدانية، في قسم ألعاب القوى. والزوجان لديهما الآن أربعة بنات :؛ شايلا ري كيلي (Shayla Rae Kelley) (ولدت عام 1995)، وماكينا لين كيلي (McKenna Lane Kelley) (ولدت عام 1997)، وسكايلا بري كيلي (Skyla Brae Kelley) (ولدت عام 2000)، وإما جين كيلي (Emma Jean Kelley) (ولدت عام 2002).

## مشوارها المهني مع الجمباز
اعتادت ريتون مشاهدة لاعبة الجمباز ناديا كومانيتشي في التلفاز، مما أوحى لها وشجعها أن تبدأ مشوارها مع الجمباز في مسقط رأسها، فيرمونت. وكان مدربها في ذلك الوقت هو جاري رافالوسكي (Gary Rafaloski). ثم قررت ريتون بعد ذلك أن تنتقل إلى هيوستن، تكساس، حتى تتمكن من التدريب مع الرومانيين بيلا، ومارتا كارولي، لأنهما هما من قاما بتدريب ناديا كومانتشي، قبل أن يهاجرا إلى الولايات المتحدة الأمريكية. وسرعان ما بدأت ريتون في صنع اسم لها في الولايات المتحدة، وكان ذلك تحت تدريب مارتا، وبيلا كارولي، حيث حصلت ريتون على كأس أمريكا عام 1983، أيضًا حصلت على المركز الثاني في دورة الولايات المتحدة المحلية، بعد ديان درهام (Dianne Durham) (أحد تلاميذ بيلا ومارتا كارولي أيضًا). ولكن ريتون لم تستطع المشاركة في بطولة العالم لعام 1983 لأنها كانت مصابة في معصمها. وعلى الرغم من ذلك، فقد فازت ريتون في الكلاسيكي الأمريكي لعامي 1983، و1984، وفازت أيضًا بكأس تشونتشي الياباني في عام 1983.
وبعد أن فازت ريتون بكأس أمريكا للمرة الثانية، وفازت في دورة الولايات المتحدة المحلية، ودورة الألعاب الأوليمبية الأمريكية في عام 1984، أصيبت في ركبتها، عندما كانت تؤدي بعض الحركات الأرضية العادية في أحد مراكز الجمباز المحلية. كانت ريتون جالسةً لتوقع بعض الأوتوجرافات، عندما شعرت بألم في ركبتها، مما جعلها تضطر لأن تخضع لعملية جراحية. تعافت ريتون في الوقت الذي أقيمت فيه دورة الألعاب الأوليمبية الصيفية 1984، في لوس أنجلوس، كاليفورنيا. وفي البطولة، التي قاطعتها جميع دول الاتحاد السوفيتي ما عدا رومانيا، دخلت ريتون في منافسة شرسة مع الرومانية كاترينا سابو (Ecaterina Szabó) على الميدالية الذهبية. حاولت ريتون أن تلاحق سابو، (بعد القضبان المتفاوتة وعمود التوازن)، حيث كانت ريتون متأخرة عن سابو بنسبة 15/100، وكانت لا تزال عليها أن تقدم عرضين آخرين وفي العرض الأخير، سجلت ريتون ببراعة 10 نقاط في الحركات الأرضية ومنصة القفز، بالرغم من مخاوف أن توثر إصابة ركبتها على جودة أدائها، واستطاعت أن تحصل على الميدالية الذهبية بفارق 0.05 نقطة.
وأيضًا فازت ريتون بأربع ميداليات أخرى في نفس الدورة الأوليمبية؛: حيث حصلت على الميدالية الفضية في منافسة الفرق، وحصان القفز، والميدالية البرونزية في تمرين الحركات الأرضية، والقضبان المتفاوتة. اختارت مجلة سبورتس الاستريتد (Sports Illustrated)ريتون لتكون شخصية العام الرياضية، وذلك بسبب أدائها المتميز في البطولة. ظهرت ريتون على أغلفة علب حبوب ويتيز (Wheaties)، ثم أصبحت المتحدثة الرسمية باسم المنتج.

## حياتها بعد الجمباز
كانت ريتون متدينة، وتتبع الكنيسة المعمادية، وكانت أيضًا تتبع تيارالمسيحي المحافظ ومتعصبة له بشدة، ولذلك كانت من المؤيدين البارزين لإدارة ريغان في الولايات المتحدة الأمريكية. وظهرت في العديد من الإعلانات التليفزيونية وهي تعلن دعمها وتأييدها لرونالد ريغان (Ronald Reagan). قدمت ريتون قسم الولاء مع رفيقتها لاعبة الجمباز السابقة، والحاصلة على الميدالية الذهبية في أوليمبياد 1996، كيري ستراج (Kerri Strug)، في الليلة الثانية بعد المؤتمر الوطني الجمهوري لعام 2004.
قامت حكومة فيرمونت، فيرجينيا الغربية، مسقط رأس ريتون، بإطلاق اسمها على طريق ومتنزه في المدينة. اعتزلت ريتون الجمباز في عام 1985، بعد أن حصلت على كأس أمريكا للمرة الثالثة، وظهرت بعد ذلك بشخصيتها الحقيقية ولكن بصورة محجوبة في فيلمي Scrooged،والسلاح العاري 33⅓: الإهانة الأخيرة.
وفي فترة التسعينات، عملت ريتون كمتحدثة رسمية لصيدليات سلسلة متاجر ريفكو (Revco) الأمريكية. في عام 1992، تم انتخاب ماري ريتون لقاعة المشاهير الرياضية الأمريكية الإيطالية الوطنية.
وفي عام 1993، أعلنت صحيفة أسوشيتيد برس (Associated Press) نتائج دراسات أجرتها الصحيفة، والتي حصلت فيها ريتون على المركز الأول، جنبًا إلى جنب مع رفيقتها لاعبة أوليمبي دوروثي هاميل (Dorothy Hamill)، لتكونا أكثر لاعبي ألعاب القوى شعبية في الولايات المتحدة الأمريكية.
أما في عام 1997، تم إضافة ريتون لقائمة مشاهير الجمباز على مستوى العالم.
شاركت ريتون في الكثير من حملات الدعاية التجارية، مثل ظهورها على علب حبوب Wheaties، لتكون بذلك هي أول سيدة تظهر علي هذا المنتج تظهر ريتون الآن دائمًا كمحللة لعروض الجمباز التي تعرض في التلفاز، كما أنها التحقت بجامعة تكساس، أوستن بعد الأوليمبياد.

## الظهور على شاشات التليفزيون
في عام 1985، قدمت ريتون ABC Funfit، وهي سلسلة حلقات مدة كل منها خمس دقائق عن اللياقة البدنية، وكانت تذاع هذه الحلقات بين أفلام الكارتون التي تذاع صباح يوم السبت. تم تجميع هذه الحلقات في مجموعة واحدة وطرحت للبيع.
وفي عام 1993، ظهرت ريتون في حلقة "The Child Inside" من مسلسل بيواتش.
في عام 2002، ظهرت ريتون في البرنامج التليفزيوني Mary Lou's Flip Flop Shop.
وفي صيف 2011، ظهرت ريتون في إعلان لسلسلة مطاعم ديري كوين (Dairy Queen)، وفيه تسقط ريتون من وعاء الحلوى.
وظهرت ريتون أيضًا في أغنية "Somersault ، التي يغنيها فريق Zero 7 .Viktor Vaughn (MF DOOM)

## الحالة الصحية والإقرارات
ولدت ماري ريتون بمرض hip dysplasia، ولكن الحالة تفاقمت بسبب ممارستها لرياضة الجمباز. وبعد أن عانت من زيادة الألم، وشدته، خضعت لجراحة استبدال مفصل الورك في مفصل الورك الأيسر، وهي في منتصف الثلاثينات. عانت ريتون أيضًا من السلس البولي بسبب فرط نشاط المثانة، كما عانت من التهاب المفاصل، والبواسير. تعمل ريتون كمتحدثة باسم شركات بايومت (Biomet) وفايزر (Biomet)، حتى تساعد في نشر علاج تلك الحالات. وفي أكتوبر 2008، زارت ريتون مقر بايومت في واراسو، إنديانا، والتقت بعمال الماكينة الذين أنتجوا الورك الصناعي الذي تم زراعته لها في الجراحة.

## ميراث الجمباز
قدمت ريتون في القضبان المتفاوتة حركة جديدة سميت،"قلبة ريتون على يوتيوب"، وفيها يتم الانتقال (قلبة أمامية) من قضيب قصير إلى قضيب أعلى، ويجلس لاعب الجمباز على قمة القضيب العالي. لم تعد هذه الحركة، والكثير من مثيلاتها، موجودة في مدونة النقاط[بحاجة لمصدر]، لأن الضرب بالبطن لم يعد يستخدم في القضبان.

## وصلات خارجية
- ماري لو ريتون على موقع الاتحاد الدولي للجمباز (licence) (الإنجليزية)
- ماري لو ريتون على موقع الاتحاد الدولي للجمباز (biography) (الإنجليزية)
- ماري لو ريتون على موقع اللجنة الأولمبية الدولية (الإنجليزية)
- ماري لو ريتون على موقع أوليمبيديا (الإنجليزية)

- Official website
- Where Are They Now?: Mary Lou Retton Photos & Info نسخة محفوظة 15 يوليو 2016 على موقع واي باك مشين.
- Mary Lou Retton's U.S. Olympic Team bio
- ماري لو ريتون على موقع IMDb (الإنجليزية)
- ماري لو ريتون على موقع الموسوعة البريطانية (الإنجليزية)
- ماري لو ريتون على موقع إن إن دي بي (الإنجليزية)
- ماري لو ريتون على موقع قاعدة بيانات الفيلم (الإنجليزية)
- List of competitive results at Gymn Forum
- Mary Lou Retton 2007 Interview with بيلا كارولي on Sidewalks Entertainment